# Västerviks trivialskola
Västerviks trivialskola var en trivialskola i Västervik.

## Historik
Den 7 augusti 1649 blev skolan en trivialskola. Denna blev en lärdomskola 1821 som sedan ombildades 1858 i anslutning till läroverksreformen 1849 till ett högre elementarläroverk som 1879 blev Västerviks högre allmänna läroverk.

## Personal

### Rektorer
- 1650: Arvidus Rydelius
- 1651–1653: Isacus Magni Pelecanus
- 1655–1658: Petrus Danielis
- 1703–1706: Johannes Wallerius
- 1707–1715: Daniel Krämer
- 1715: Samuel Reuselius
- 1721–1727: Johan Mœhlin
- 1791–1795: Pehr Arenander

### Kollega
- Nicolaus Olavi Planck
- 1677: Olaus Rudelius
- 1748–1750: Hans Hederström
- 1750–1754: Samuel Follin
- 1776–1777: Johan Schenmark
- 1789–1791: Pehr Arenander